# Jarlsberg Travbane
Jarlsberg Travbane är en travbana som ligger en dryg kilometer utanför staden Tønsberg i Vestfold fylke. Travlopp har körts på Jarlsberg Travbane sedan 1935. På Jarlsberg Travbane anordnas tävlingar i huvudsak på fredagar, även om undantag förekommer. Jarlsberg Travbane har 41 tävlingsdagar per år, varav fem under Grand Prix-travet i juli månad.

## Om banan
Banovalen mäter 1 000 meter, och upploppet 200 meter. Banan är känd som en av Norges snabbaste. Flera norska toppkuskar är verksamma på Jarlsberg, de mest kända är Eirik Høitomt, Lars Anvar Kolle, Thor Borg, Vidar Hop och Frode Hamre.

## Kända lopp
Det största loppet som körs på Jarlsberg Travbane är Ulf Thoresens Minneslopp som har vunnits av hästar som Scarlet Knight (2001), Raja Mirchi (2010) och Sauveur (2016). Det näst största loppet är Jarlsberg Grand Prix som har vunnits av både Support Justice (2013) och Papagayo E. (2014).